# 参宿增廿三
HD 40657，又名BD-03 1256，SAO 132732、HR 2113，是一颗獵戶座的恒星，视星等为4.53，位于銀經209.79，銀緯-12.83，其B1900.0坐标为赤經5h 55m 3.1s，赤緯-3° -12.83′ 41″。